# 10894 Nakai
10894 Nakai (1997 SE30) là một tiểu hành tinh vành đai chính được phát hiện ngày 30 tháng 9 năm 1997 bởi Spacewatch ở Kitt Peak. Nó được đặt tên cho R. Carlos Nakai.